# Безчастнов Ігор Михайлович
Ігор Михайлович Безчастнов (13 жовтня 1924 , Одеса  — 26 листопада 2018 , Нью-Йорк, Нью-Йорк ) — радянський, український, потім американський архітектор, кандидат архітектури, член-кореспондент Української Академії Архітектури. Професор, завідувач кафедри архітектури та містобудування в Одеській державній академії будівництва та архітектури.

## Біографія
Народився в Одесі в 1924 році. Вступив в будівельний інститут в Одесі. Навчався у Ф. А. Троупянського і М. В. Замечіка, О. Б. Постеля і Т. Б. Фраєрмана. Вступив асистентом на кафедру архітектури, а потім очолив кафедру архітектури та містобудування. Тема кандидатської дисертації — «Дослідження функцій каменю — вапняку в архітектурі Одеси». Поступив асистентом на кафедру архітектури, а потім очолив кафедру архітектури та містобудування. Так само був науковим керівником НІЛЕП (Науково-дослідна лабораторія експериментального проєктування житлових і громадських будівель), яка підпорядковувалася Госгражданстрой СРСР. Потім працював в Черноморпроекте на проєктуванні. 
У 1990-ті роки переїхав на постійне місце проживання в США і оселився в Нью-Йорку. Учасник багаторазових мистецьких виставок. Помер 26 листопада 2018 року у Нью-Йорку.

## Вибрані реалізовані проєкти
- Одеський Залізничний Вокзал
- Пам'ятник Льву Толстому на площі Льва Толстого в Одесі
- Пам'ятник Михайлу Томасу в сквері на Італійському бульварі
- Порт в місті Єйську
- Порт в місті Жданові

## Рецензування книг
- Юнаков О. [[Архитектор Иосиф Каракис. — Нью-Йорк: Алмаз, 2016. — 544 с. — ISBN 978-1-68082-000-3[1].

## Сім'я
- Дід — Безчастнов Михайло Федорович — архітектор, міський архітектор Одеси;
- Батько — Безчастнов Михайло Михайлович — архітектор;
- Син — Безчастнов Михайло Ігорович — архітектор, художник, сценарист, режисер.
- Онук — Безчастнов Андрій Михайлович — архітектор.

## Відгуки
Архітектор В. І. Єжов (академік архітектури, головний архітектор Києва 1981—1987 рр..) У своїй книзі згадує:
 Особенно теплые чувства дружбы я питал к Игорю Безчастному — потомственному одесситу, эрудированному человеку и профессионалу, глубоко знающему историю города, его застройку и памятники архитектуры, ну и конечно, тонкому юмористу 